# Prunus javanica
Prunus javanica är en rosväxtart som först beskrevs av Johannes Elias Teijsmann och Binn., och fick sitt nu gällande namn av Friedrich Anton Wilhelm Miquel. Prunus javanica ingår i släktet prunusar, och familjen rosväxter. IUCN kategoriserar arten globalt som livskraftig. Inga underarter finns listade i Catalogue of Life.